# خودروی کامپکت

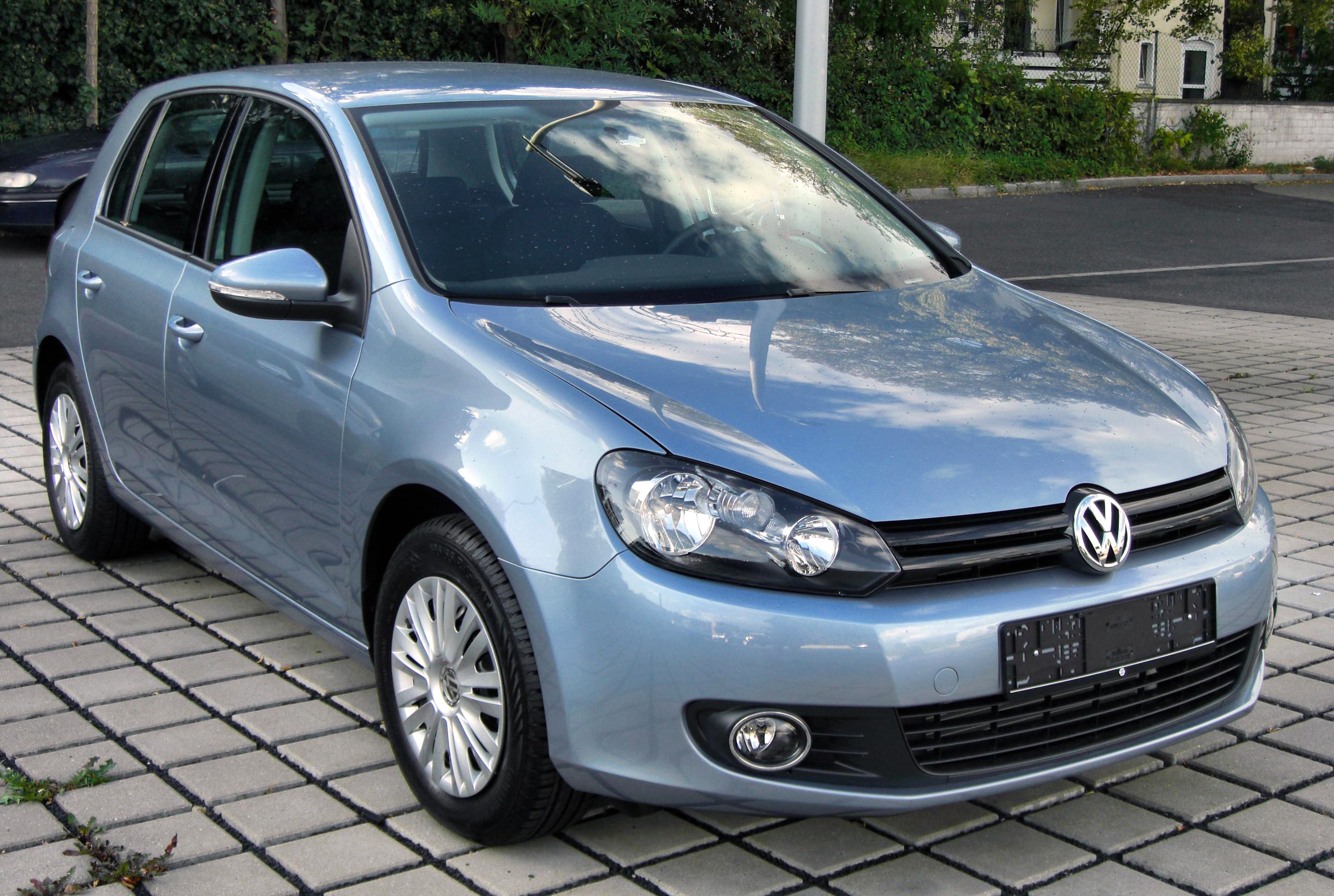
فولکس‌واگن گلف ام‌کا۶

خودرو کامپکت (به انگلیسی: Compact car) به گروهی از خودروها گفته می‌شود که از یک سوپرمینی بزرگتر و از یک خودروی اندازه متوسط کوچکتر باشند. این عبارت بیشتر در کشورهای آمریکای شمالی استفاده می‌شود و در اروپا به این رده از خودروها خودرو خانوادگی کوچک (به انگلیسی: small family car) می‌گویند.